# Натиск (фильм)
«Натиск» (англ. Onslaught) — будущий американский фильм ужасов режиссёра Адама Вингарда по сценарию Вингарда и Саймона Барретта. Главные роли исполнили Адриа Архона, Дэн Стивенс, Алекс Перейра и Майкл Бин.

## Сюжет
Мать, вынуждена идти на крайние меры, чтобы защитить своих близких от угрозы, исходящей от секретной военной базы.

## В ролях
- Адриа Архона
- Дэн Стивенс
- Алекс Перейра
- Майкл Бин
- Дрю Старки
- Ребекка Холл
- Эрик Верхейм
- Морис Грин
- Реджинальд Велджонсон
- Джейкоб Сципио

## Производство
Сценарий фильма написали Адам Вингард и Саймон Барретт, режиссёром стал Вингард. Аарон Райдер и Эндрю Свэтт стали продюсерами фильма от компании Ryder Picture Company, а также A24 и Александр Блэк от компании Lyrical Media. Вингард и Джереми Платт также спродюсируют фильм Breakaway Civilization вместе с Барреттом. Адриа Архона получила главную роль и стала исполнительным продюсером. В ноябре к актёрскому составу фильма присоединились Алекс Перейра и Майкл Бин. В декабре Дрю Старки присоединился к актёрскому составу.
Основные съёмки начались в ноябре 2024 года в Нью-Мексико.